# Sender Karkstein

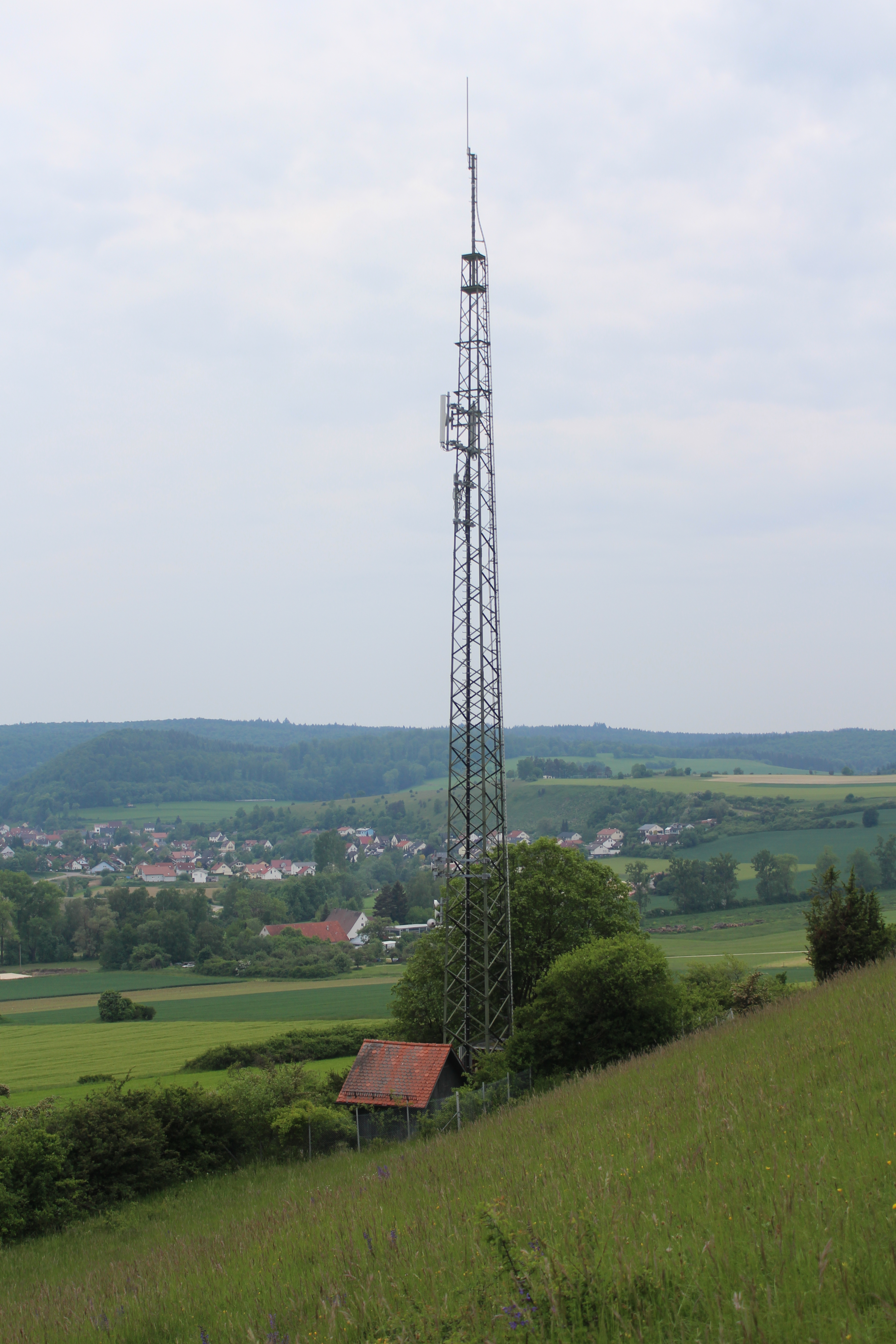
Sender Karkstein

Der Sender Karkstein ist eine Sendeeinrichtung des Südwestrundfunks (ursprünglich Süddeutscher Rundfunk) in Bopfingen, welche am 24. Juli 1964 als Fernsehumsetzer für das 1. Programm zur Versorgung von Bopfingen, Bopfingen-Oberdorf und Bopfingen-Aufhausen in Betrieb ging und als Antennenträger einen 40 Meter hohen, freistehenden Stahlfachwerkturm benutzt. Der Sender Karkstein diente ab 1970 auch als Fernsehumsetzer für das 2. und 3. Fernsehprogramm und von 1986 bis 1993 als Mittelwellensender für die Frequenz 711 kHz mit einer Leistung von 200 Watt, wobei als Sendeantenne eine am Turm befestigte Langdrahtantenne zum Einsatz kam.
Seit der Einstellung der analogen Ausstrahlung von Fernsehprogrammen dient der Sender Karkstein nur noch dem Mobilfunk.